# Sidvokodvo
Koordinaten: 26° 38′ S, 31° 25′ O
Sidvokodvo ist eine Ortschaft in Eswatini (bis 2018 Swasiland) im südlichen Afrika. Sie liegt in der Mitte des Landes, gehört zur Region Manzini und hat rund 2000 Einwohner. Der Ort liegt 336 Meter über dem Meeresspiegel südlich von Manzini, nahe dem Nordufer des Lusutfu, der dort in West-Ost-Richtung fließt.
Sidvokodvo besitzt das einzige Bahnbetriebswerk des Landes. Während hier früher die Dampflokomotiven gewartet wurden, sind es heute vor allem Güterwagen (siehe auch: Schienenverkehr in Eswatini). Als Teil des Eisenbahnbauprojekts Swazilink, das Eswatini mit der südafrikanischen Provinz Mpumalanga verbinden soll, ist eine 146 Kilometer Neubaustrecke von Sidvokodvo Junction in das westlich gelegene südafrikanische Lothair im Bau. Sidvokodvo liegt nahe der Fernstraße MR9, die Manzini im Norden mit Nhlangano im Süden verbindet.